# Heilige-Geeststraat (Brugge)
De Heilige-Geeststraat is een straat in Brugge.

## Beschrijving
Oorspronkelijk heette dit de 'Grote Heilige-Geeststraat', naar het hospitaal met de naam 'Heilig Geesthuis' dat zich vanaf 1268 bevond in de huidige Goezeputstraat en later versmolten werd met het hospitaal van de Potterie.
Er waren nog twee andere Heilige-Geeststraten: de 'Lange', die de Goezeputstraat is geworden, en de 'Kleine', die nog bestaat.
De Heilige-Geeststraat had als het ware een voorbestemde naam, want bij de heroprichting van het bisdom Brugge in 1834 werd het Hof van Pittem het bisschoppelijk paleis. In de geestelijke middens had men het vaak over 'de Heilige-Geeststraat' als men in feite de bisschop en de bisschoppelijke curie bedoelde.
De straat loopt van de Mariastraat naar het Sint-Salvatorskerkhof en is de voornaamste verbindingsweg tussen de Sint-Salvatorskathedraal en de Onze-Lieve-Vrouwekerk.

## Literatuur

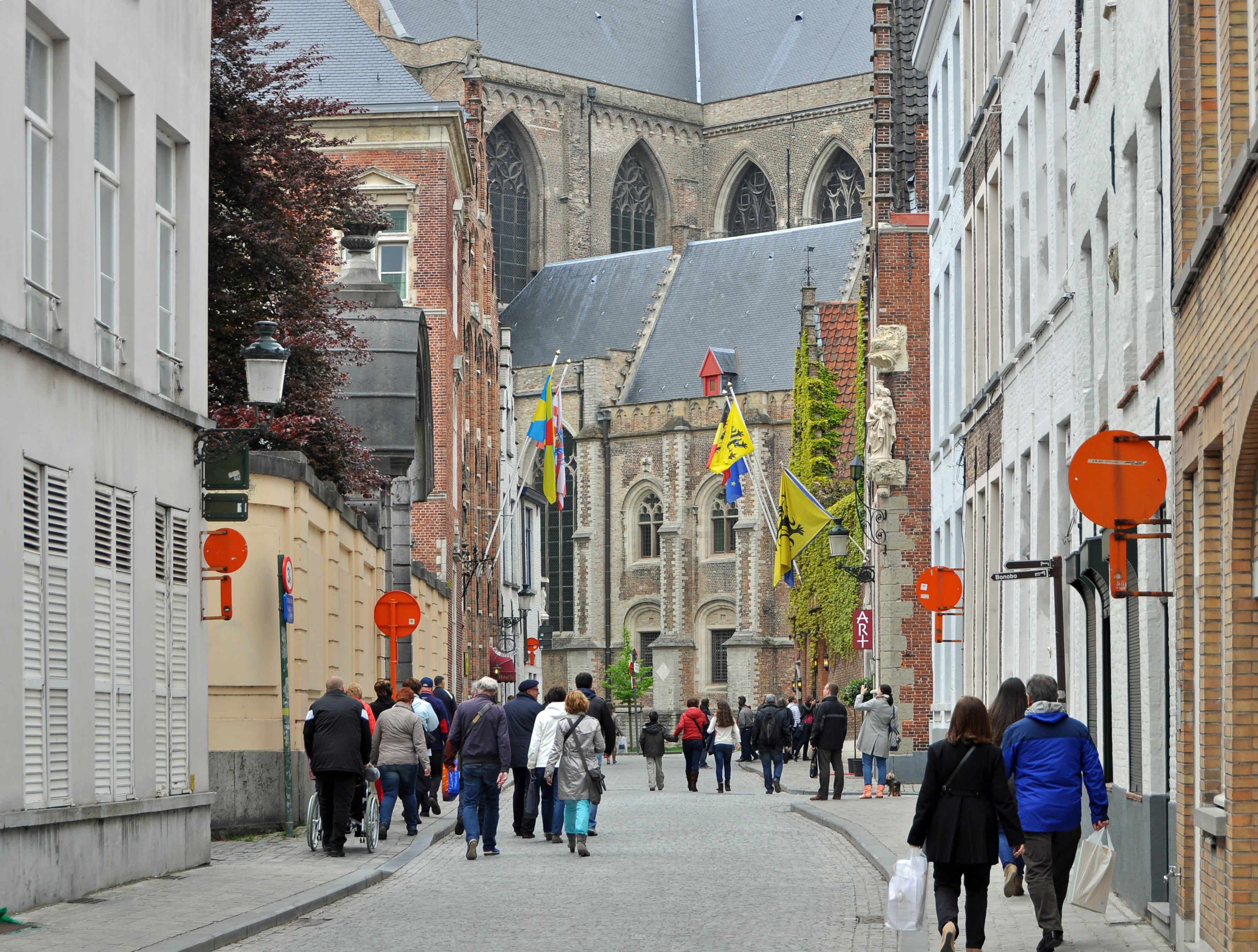
De Heilige-Geeststraat in noordelijke richting gezien
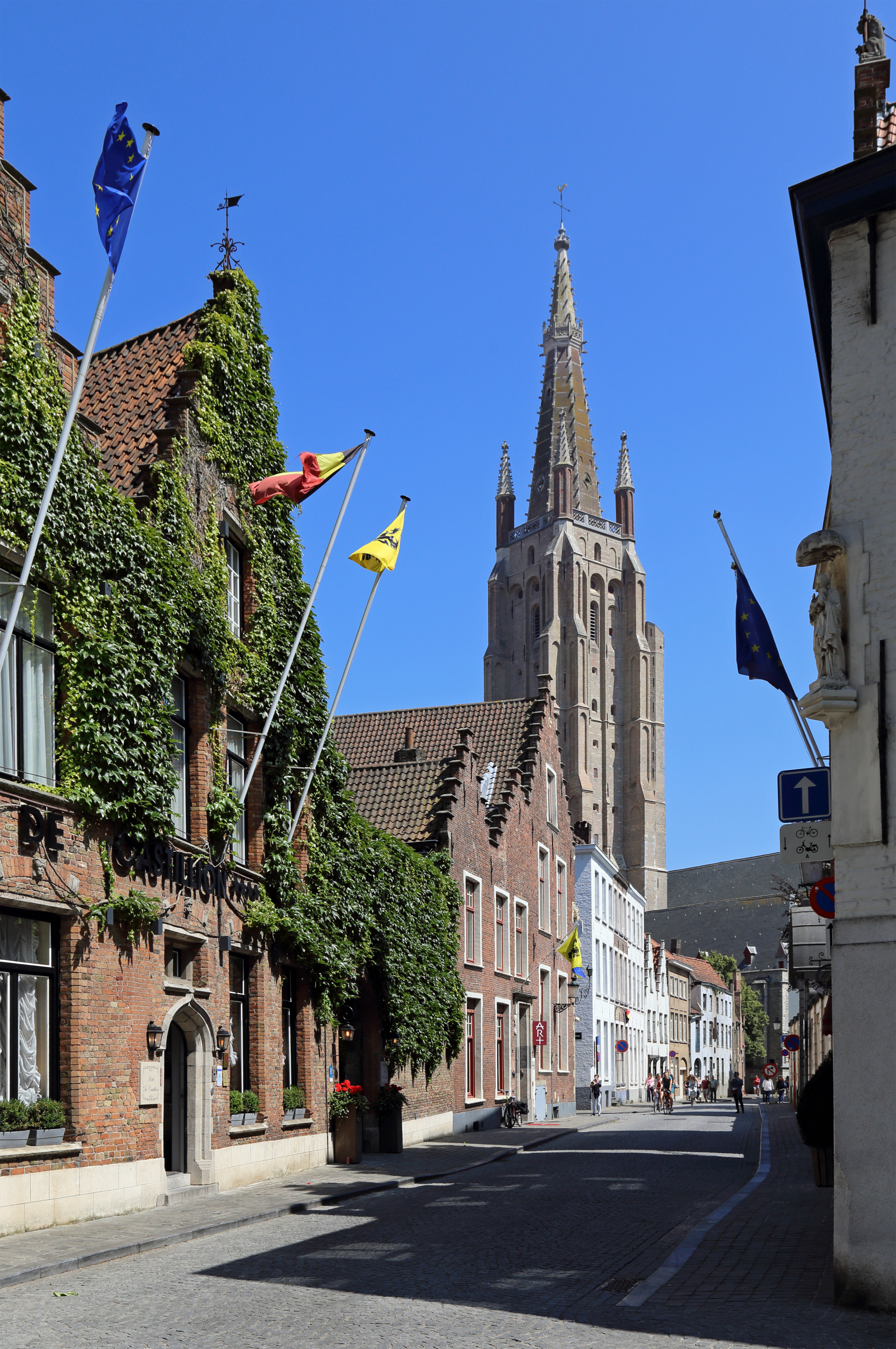
De Heilige-Geeststraat in zuidelijke richting gezien, met op de achtergrond de toren van de Onze-Lieve-Vrouwekerk
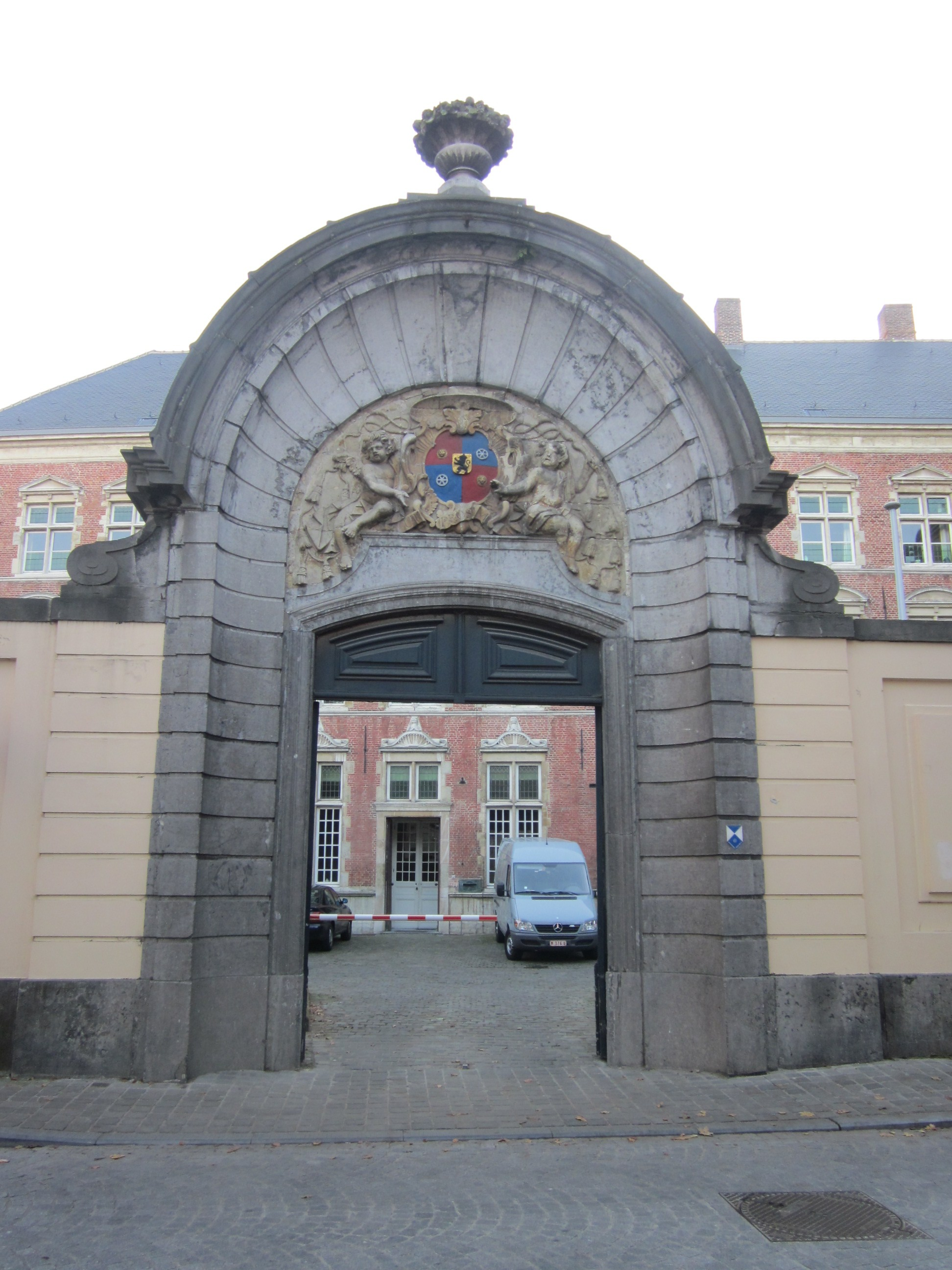
Toegangspoort van het Hof van Pittem, nu het bisschoppelijk paleis, in de Heilige-Geeststraat